# Schießstättstraße 2 (München)

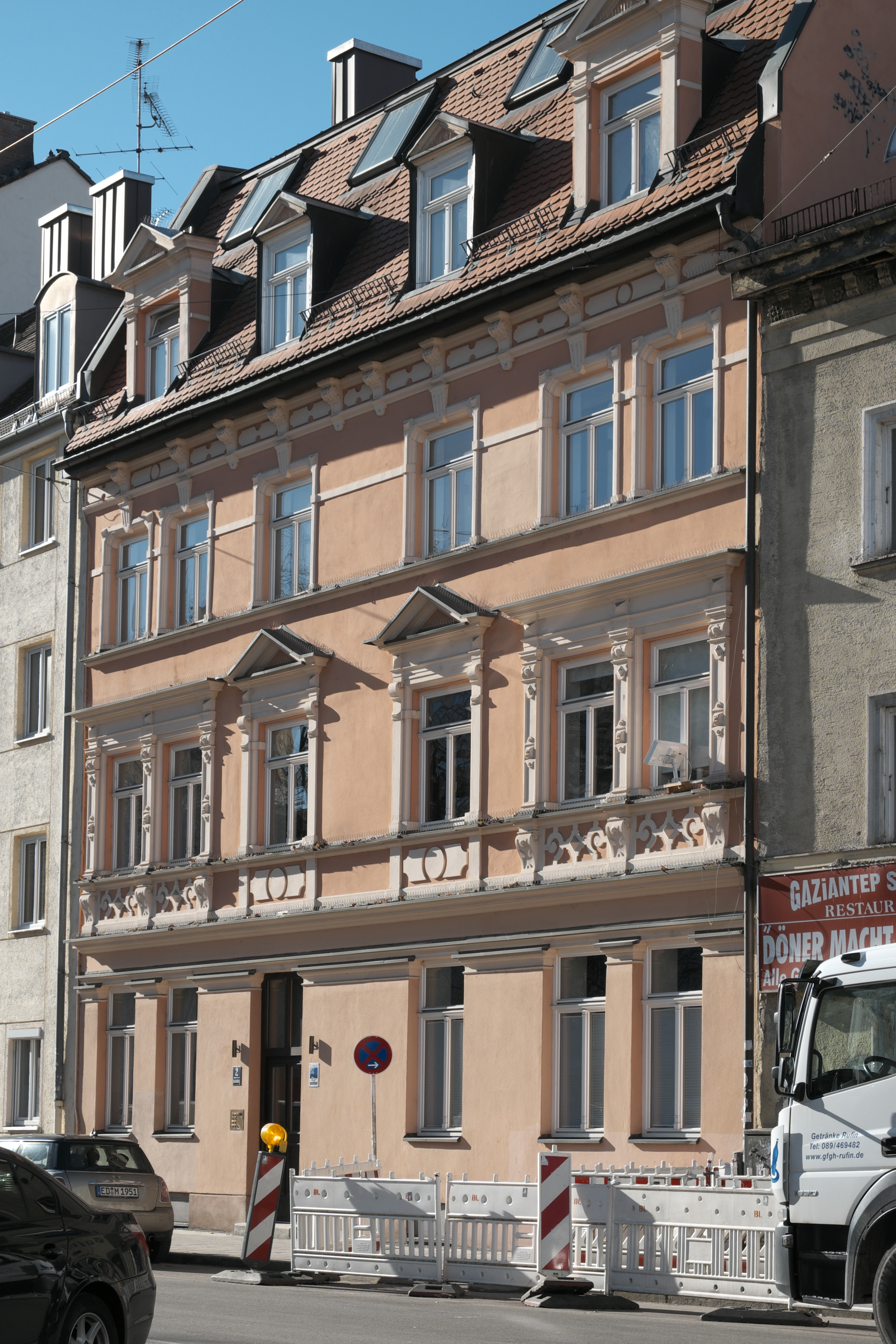
Haus Schießstättstraße 2 in München

Das Gebäude Schießstättstraße 2 im Stadtteil Schwanthalerhöhe der bayerischen Landeshauptstadt München wurde 1887 errichtet. Das Mietshaus ist als Baudenkmal in die Bayerische Denkmalliste eingetragen.
Der dreigeschossige Bau im Stil der Neurenaissance wurde nach Plänen der Architekten K. Gustapfel errichtet. Das reich gegliederte Haus ist im Rollwerkstil dekoriert. Es besaß ursprünglich zwei Wohnungen pro Stockwerk.